# Brendan Foster
Sir Brendan Foster CBE (* 12. Januar 1948 in Hebburn, Tyne and Wear) ist ein ehemaliger englischer Leichtathlet, der auf Laufstrecken von 1500 bis 10.000 Meter international erfolgreich war. Im 10.000-Meter-Lauf gewann er die Bronzemedaille bei den Olympischen Spielen 1976 und wurde 1974 Europameister im 5000-Meter-Lauf. Seit dem Ende seiner Karriere ist er als Fernsehkommentator, Veranstalter und Geschäftsmann tätig.

## Sportliche Karriere
Der 1,78 m große Läufer begann seine internationale Karriere bei den British Commonwealth Games 1970 in Edinburgh. Im 1500-Meter-Lauf wurde er in 3:40,6 Minuten Dritter hinter Kipchoge Keino und Dick Quax. Ein Jahr später bei den Europameisterschaften in Helsinki gewann er in 3:39,2 Minuten ebenfalls Bronze, dieses Mal hinter Francesco Arese und Henryk Szordykowski. In München bei den Olympischen Spielen 1972 wurde er in 3:39,0 Minuten Fünfter. Danach wandte er sich mit Fortgang seiner Karriere immer längeren Strecken zu.
Nachdem er bereits 1972 in 8:13,68 Minuten einen Weltrekord über 2 Meilen aufgestellt hatte, gelang ihm 1974 bei der Bahneröffnung im neuen Stadion von Gateshead ein Weltrekord über 3000 Meter mit 7:35,2 Minuten. Er hatte bereits bei den British Commonwealth Games 1974 in Christchurch in 13:14,6 Minuten Silber über 5000 Meter gewonnen, nur 0,3 Sekunden hinter dem Kenianer Ben Jipcho. Über 1500 Meter wurde er in Christchurch in 3:37,64 Minuten Siebter. Im September bei den Europameisterschaften in Rom gewann er den Titel über 5000 Meter in 13:17,2 Minuten mit fast sieben Sekunden Vorsprung auf Manfred Kuschmann und Lasse Virén. Sein neuer Meisterschaftsrekord lag trotz Hitze und hoher Luftfeuchtigkeit 15 Sekunden unter dem vorherigen Rekord von Juha Väätäinen. Brendan Foster wurde 1974 zur BBC Sports Personality of the Year gewählt.
Ende der Saison 1975 debütierte Brendan Foster im Stadion von Crystal Palace auf der 10.000-Meter-Distanz. Mit 27:45,43 Minuten gelang ihm auf Anhieb eine Zeit, die ihn auf Platz 7 der ewigen Bestenliste brachte, nur 15 Sekunden über dem Weltrekord seines Landsmannes David Bedford.
Bei den Olympischen Spielen 1976 in Montreal trat Foster sowohl über 5000 Meter als auch über 10.000 Meter an. Auf der langen Strecke gewann er in 27:54,92 Minuten die Bronzemedaille hinter Lasse Virén und Carlos Lopes. Über 5000 Meter kam es zu einem der engsten Zieleinläufe der olympischen Geschichte. In 13:26,19 Minuten lag Foster als Fünfter nur anderthalb Sekunden hinter dem Sieger Virén. 1976 wurde Brendan Foster der Orden Member of the British Empire verliehen.
Anfang August 1978 gewann Foster bei den Commonwealth Games in Edmonton in 28:13,65 Minuten den 10.000-Meter-Lauf. Über 5000 Meter wurde er hinter den Kenianern Henry Rono und Mike Musyoki Dritter in 13:31,35 Minuten. Drei Wochen später bei den Europameisterschaften in Prag fehlte ihm dann im Endspurt eines sehr schnellen 10.000-Meter-Laufs die Kraft. In 27:32,7 Minuten lag er als Vierter 1,7 Sekunden hinter dem Sieger Martti Vainio.
Sein letztes großes Finale erreichte Foster bei den Olympischen Spielen 1980 in Moskau. In 28:22,6 Minuten wurde er Elfter im 10.000-Meter-Lauf.

## Bestzeiten
- 1500-Meter-Lauf: 3:37,64 Minuten (1974)
- 3000-Meter-Lauf: 7:35,2 Minuten (1974)
- 5000-Meter-Lauf: 13:14,6 Minuten (1974)
- 10.000-Meter-Lauf: 27:30,3 Minuten (1978)
- Marathonlauf: 2:15:49 Stunden (1980)

## Karriere nach dem Sport
Foster hatte bereits während seiner Karriere ein Chemiestudium an der University of Sussex abgeschlossen. Nach seiner Sportlerlaufbahn war er sieben Jahre bei dem US-Sportartikelhersteller Nike, wo er relativ schnell in die Spitze von Nike Europe aufstieg. 1988 gründete er eine eigene Firma für Sportbekleidung und Eventmarketing Nova International, deren Vorsitzender er noch heute ist.
Neben seiner geschäftlichen Karriere ist er der Leichtathletik immer verbunden geblieben. So kommentiert er bis heute für die BBC die Leichtathletik-Großereignisse. 1981 hatte er die Idee zu einer Leichtathletik-Veranstaltung in Newcastle. Der Great North Run gehört seit Jahren zu den bedeutendsten Halbmarathons der Welt.
Seit 2005 ist Brendan Foster auch Kanzler der Leeds Metropolitan University. 2020 wurde er zum Knight Bachelor erhoben.
(Stand: 2007)